# Andy Gillet
Pour les articles homonymes, voir Gillet.
Andy Gillet est un acteur français né le 8 juillet 1981 à Saint-Denis (La Réunion).

## Biographie
Il grandit à Sallanches en Haute-Savoie, son père est gendarme et sa mère est secrétaire, et il a un frère cadet.
Il fait des études à l'école de commerce de Nancy avant de suivre de 1999 à 2001 les cours d'art dramatique dispensés par Didier Kerckaert au conservatoire de Nancy.
De 2002 à 2003, c'est au Conservatoire d'art dramatique du centre de Paris qu'il poursuit sa formation avec les professeurs Alain Hitier et Philippe Perrussel. En commençant à poser pour la photo de mode et à travailler comme mannequin (il a notamment représenté le parfum Kenzo Power de Kenzo Takada), il parachève ses études en 2004 en suivant le Cours Eva Saint-Paul.
Après avoir fait ses débuts au théâtre dans Un mois à la campagne de Tourgueniev et Bajazet de Racine (2004), il est mis en scène par Charles Berling dans Caligula d'Albert Camus (2005).
Toujours en 2005, il fait ses premiers pas à la télévision dans le rôle de Hugues Le Despenser de la série Les Rois maudits réalisée par Josée Dayan.
Il fait ses débuts au cinéma dans Nouvelle chance d'Anne Fontaine aux côtés de Danielle Darrieux et d'Arielle Dombasle, puis dans L'Homme de sa vie de Zabou Breitman (2006). Il est révélé en 2007 dans l'ultime long métrage d'Éric Rohmer, Les Amours d'Astrée et de Céladon qui lui vaut d'être récompensé par l'Étoile d'or 2008 de la révélation masculine française.
Il enchaîne avec Antique du Sud-coréen Min Kyu-dong (2008) et La Dérive, première réalisation de Philippe Terrier-Hermann (2009). On le retrouve la même année à la télévision dans les séries télévisées Un village français et Éternelle avant que Nina Companeez le choisisse pour incarner le personnage proustien Robert de Saint-Loup dans son téléfilm À la recherche du temps perdu (2011).
En 2012 et 2013, il tourne Fort Buchanan de Benjamin Crotty, ainsi que La Duchesse de Varsovie aux côtés d'Alexandra Stewart, un film de Joseph Morder.
En 2017, il est membre du jury international du Festival international du film de La Roche-sur-Yon.

## Filmographie

### Cinéma

#### Longs métrages
- 2006 : Nouvelle Chance d'Anne Fontaine : Raphaël
- 2006 : L'Homme de sa vie de Zabou Breitman : Hugo, le jeune homme
- 2007 : Les Amours d'Astrée et de Céladon d'Éric Rohmer : Céladon
- 2008 : Antique (Seoyang-goldong-yanggwajajeom Aentikeu) de Min Kyu-dong : Jean-Baptiste Evan
- 2009 : La Dérive de Philippe Terrier-Hermann (+ assistant-réalisateur) : Antonin
- 2012 : Mirror of Happiness de Sam Samore : Pierrot
- 2014 : Fort Buchanan de Benjamin Crotty[2] : Roger Sherwood
- 2015 : La Duchesse de Varsovie de Joseph Morder : Valentin
- 2015 : Un Français de Diastème : le second sbire
- 2015 : Cosmos d'Andrzej Żuławski : Lucien
- 2016 : Chocolat de Roschdy Zem : le travesti
- 2016 : The Misfortunes of François Jane de Patrick Pearse : Federick
- 2016 : Belle Dormant d'Adolfo Arieta : le roi de Kentz
- 2019 : Une fille facile de Rebecca Zlotowski : un invité au dîner
- 2023 : Les Secrets de la princesse de Cadignan (film) de Arielle Dombasle : Emile Blondet
- 2023 : Un jour fille de Jean-Claude Monod : l'aristocrate

#### Courts métrages
- 2008 : Vieillesse ennemie de Marc Robin : le meneur
- 2010 : Une histoire triste de Kang-Hyuk Rhee : le mannequin
- 2011 : Loverly de Katerina Moutsatsou : l'homme
- 2012 : Fort Buchanan : Hiver de Benjamin Crotty : Roger Sherwood
- 2013 : The American Tetralogy de Philippe Terrier-Hermann : le héros

### Télévision
- 2005 : Les Rois maudits de Josée Dayan (mini série) : Hugues le Despenser
- 2009 : Un village français, épisode Marchés noirs réalisé par Philippe Triboit (série) : Michel Bellini
- 2009 : Éternelle, épisodes Plante disparue et Sang contaminé réalisés par Didier Delaître (série) : Thierry
- 2009 : Presque célèbre de Jean-Marc Thérin (téléfilm) : Nora Mouradian
- 2010 : Gossip Girl, saison 4, épisode 1 Belles de jour réalisé par Mark Piznarski
- 2011 : À la recherche du temps perdu de Nina Companeez (mini série) : Robert de Saint-Loup
- 2011 : Le Destin de Rome de Fabrice Hourlier (mini série docu-fiction) : Octave
- 2011 : L'Amour fraternel de Gérard Vergez (téléfilm) : Henri
- 2015 : Don Juan & Sganarelle de Vincent Macaigne (téléfilm) : un type en soirée
- 2016 : Les Petits Meurtres d'Agatha Christie, saison 2, épisode 15 La Mystérieuse affaire de Styles d'Éric Woreth (série) : Adrien Sauvignac
- 2017 : Bonaparte : La Campagne d'Egypte de Fabrice Hourlier (mini série) : Desaix
- 2017 : Mystère au Louvre de Léa Fazer (mini série) : Pierre Gamblin

## Théâtre
- 2004 : Un mois à la campagne d'Ivan Tourgueniev : Beliaev
- 2004 : Bajazet de Jean Racine : Bajazet
- 2005 : Caligula d'Albert Camus, mise en scène Charles Berling, Théâtre de l'Atelier
- 2010 : Chéri, adaptation théâtrale du roman de Colette, mise en scène Robert Carsen
- 2010-2013 : Silenzio[3], de Véronique Caye, mise en scène de l'auteur, tournée : Chartreuse de Villeneuve-lès-Avignon, Numerica (Montbéliard), Centre des Arts d'Enghien-les-Bains, La Filature (Mulhouse), Le Pavillon Noir (Aix-en-Provence)...
- 2021 : The Normal Heart de Larry Kramer, mise en scène Virginie de Clausade, Théâtre du Rond-Point
- 2022 : The Normal Heart de Larry Kramer, mise en scène Virginie de Clausade, théâtre La Bruyère